# Kasteel van Gjirokastër

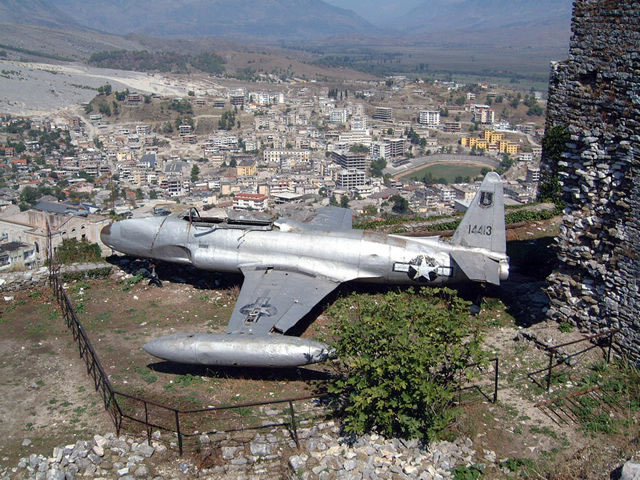
Amerikaans spionagetoestel, neergeschoten tijdens het communistisch bewind

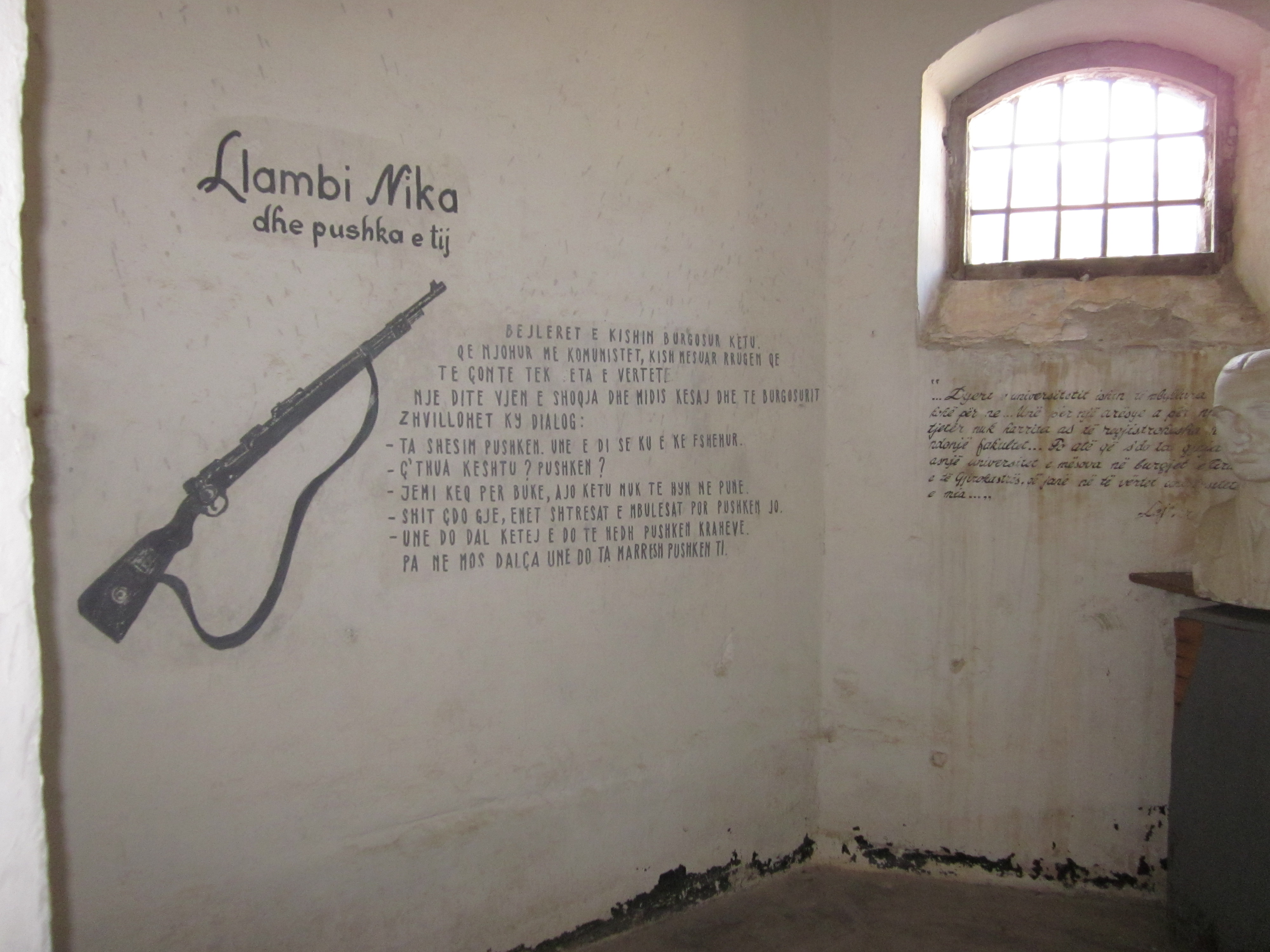
Een van de cellen in de gevangenis

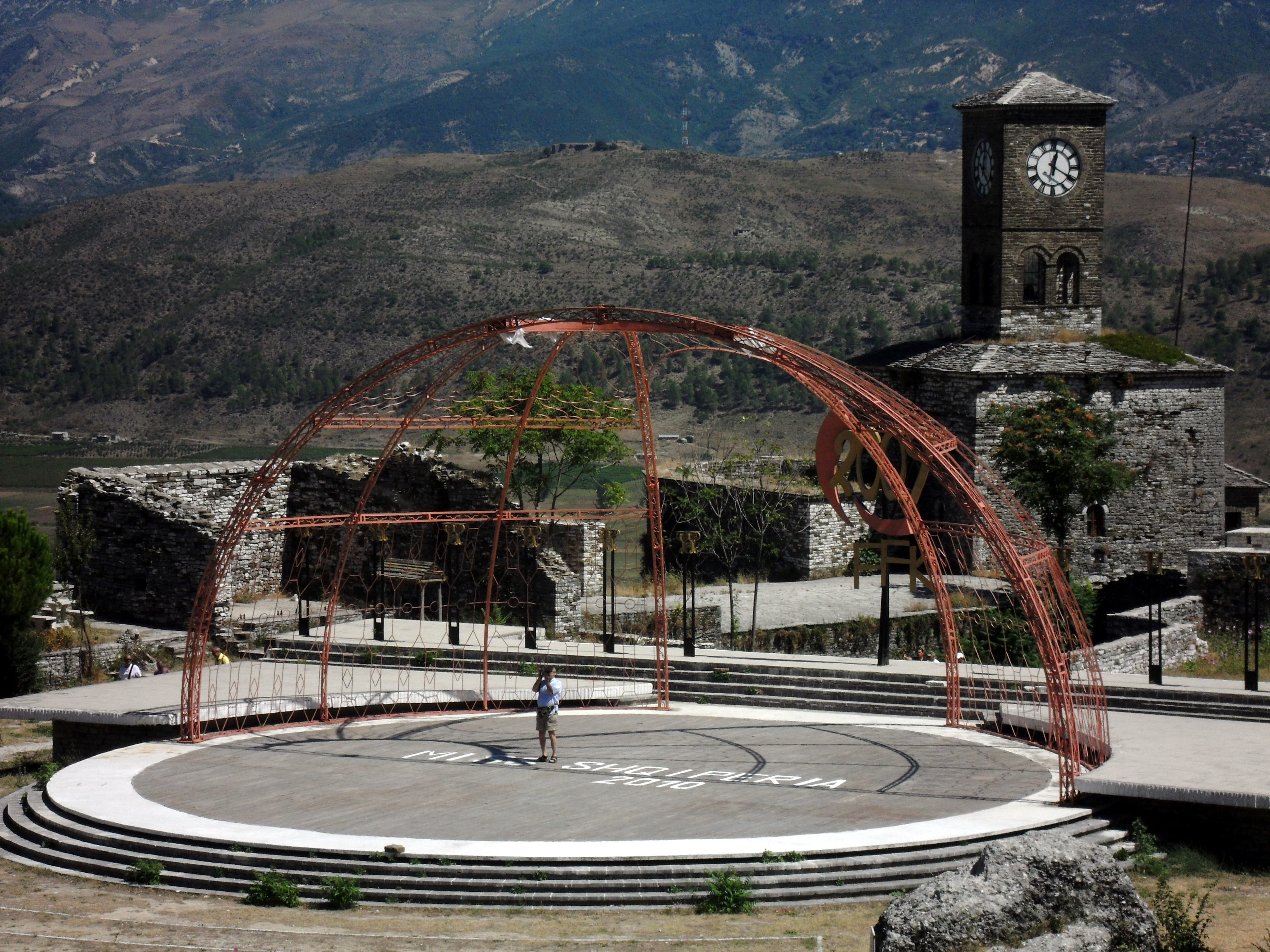
Podium van het folklorefestival, met op de achtergrond de klokkentoren

Het Kasteel van Gjirokastër is een kasteel in Gjirokastër, Albanië, dat voor de 12e eeuw werd gebouwd. Tegenwoordig doet het dienst als museum.

## Geschiedenis
Het kasteel ligt op een berghelling in de stad, en is strategisch gelegen langs de route door de vallei. Het kasteel dateert van  voor de 12e eeuw. Na 1812 zijn onder leiding van Ali Pasha van Tepelene veel renovaties en toevoegingen aan de westelijke kant van het kasteel uitgevoerd.
Aan het begin van de 21ste eeuw bevatte het kasteel onder andere vijf torens en huizen, het legermuseum, een klokkentoren, een kerk, het podium van het nationale folklorefestival dat eens in de vijf jaar plaatsvindt. In een tweetal hoekjes van het kasteel bevinden zich twee mausolea; graftombes ter ere van enkele islamitische baba's, voor moslims uit de orde der bektashi. Sinds 2005 staat het kasteel, samen met de rest van de stad, op de Werelderfgoedlijst van UNESCO.
Op het dak van het kasteel bevinden zich zonnepanelen. De gang in het kasteel, waar de artillerie staat, is het eerste publieke monument van Albanië dat geheel verlicht wordt met zonne-energie.

## Legermuseum en gevangenis
Binnen de muren van het kasteel bevindt zich een legermuseum met daarin de nodige artillerievoertuigen en een Amerikaans vliegtuig uit de Koude Oorlog. Terwijl de Albanese regering het vliegtuig gebruikte als propaganda, om aan te geven hoe de staat erin slaagde om westerse spionage buiten de deur te houden, beweerde de Amerikaanse regering dat het hier ging om een uit koers geraakt lesvliegtuig.
In een apart vertrek, dat tegen extra betaling ook toegankelijk is, zijn er stukken te zien die herinneren aan het communistisch verzet tegen de Duitsers tijdens de Tweede Wereldoorlog. Tot 1997 telde de collectie van dit gedeelte van het kasteel ook een aantal klassieke wapens. Tijdens de anarchie van 1997 werden er hiervan een flink aantal gestolen, om in het buitenland te kunnen verkopen.
Behalve een legermuseum, bevindt er zich in het kasteel ook een gevangenis. Ten tijde van Koning Zog I van Albanië werd deze gevangenis uitgebreid, en vervolgens veelvuldig gebruikt. Onder het communistisch regime werden er tot 1968 politieke gevangenen opgesloten. Tegenwoordig is de gevangenis open voor bezoekers. Ter herinnering aan de barre omstandigheden waarin de gevangenen opgesloten zaten, zijn de muren van de cellen versierd met toepasselijke citaten uit krantenartikelen en andere publicaties.
Kasteel van Berat · Kasteel van Burgajet · Kasteel van Grezhdani · Kasteel van Krujë · Kasteel van Durrës · Kasteel van Ishëm · Kasteel van Rodoni · Kasteel van Elbasan · Kasteel van Peqin · Kasteel van Margëlliç · Kasteel van Gjirokastër · Kasteel van Libohovë · Kasteel van Kardhiq · Kasteel van Mok · Kasteel van Pogradec · Kasteel van Shpellë · Kasteel van Trajan · Kasteel van Ventrok · Kasteel van Lezhë · Kasteel van Drisht · Kasteel van Rozafa · Kasteel van Vau-Dejës · Kasteel van Gajtan · Kasteel van Bashtovë · Kasteel van Dajti · Kasteel van Prezë · Kasteel van Tirana · Kasteel van Lalm · Kasteel van Ali Pasha · Kasteel van Kaninë · Kasteel van Lëkurësi · Kasteel van Porto Palermo